# Песано кон Борнаго
Песа̀но кон Борна̀го (на италиански: Pessano con Bornago, на западноломбардски: Pesàn cun Burnàch, Пезан кун Бурнак) е община в Северна Италия, провинция Милано, регион Ломбардия. Разположена е на 148 m надморска височина. Населението на общината е 9115 души (към 2013 г.).
Административен център на общината е градче Песано (на италиански: Pessano).